# Prudniki Niżowe
Prudniki Niżowe (biał. Пруднікі Нізавыя; ros. Прудники Низовые) – wieś na Białorusi, w obwodzie mińskim, w rejonie wołożyńskim, w sielsowiecie Wołożyn, na skraju Puszczy Nalibockiej. Do 2013 wieś nosiła nazwę Prudniki (biał. Пруднікі; ros. Прудники).
W dwudziestoleciu międzywojennym leżały w Polsce, w województwie nowogródzkim, w powiecie wołożyńskim.